# Trousers Rock
Trousers Rock är en klippa i Sydgeorgien och Sydsandwichöarna (Storbritannien). Den ligger i den östra delen av Sydgeorgien och Sydsandwichöarna.
Terrängen runt Trousers Rock är platt söderut, men söderut är den kuperad.  Det finns inga samhällen i närheten. 